# Papa's Got a Brand New Bag
"Papa's Got a Brand New Bag" é uma canção escrita e gravada por James Brown. Lançada em single em duas partes em 1965, foi a primeira canção de Brown a alcançar o Top 10 da parada Billboard Hot 100, alcançando o número 8, e número um na parada R&B, ficando no topo por oito semanas. A canção deu à Brown seu primeiro Grammy Award, por Melhor Gravação de Rhythm & Blues.
Consolidando as inovações rítmicas das primeiras gravações de James Brown tais como "I've Got Money" e "Out of Sight",  "Papa's Got a Brand New Bag" é considerada seminal no nascimento da música funk como estilo distinto. Assim como Brown canta ele louva um homem de idade corajoso o bastante para ir à pista de dança em um nightclub ("brand new bag" significando um novo interesse, gosto ou jeito de fazer algo), sua banda provêm uma pesada sessão de sopro com ritmo proeminente e um riff de guitarra elétrica. Ambos, cantor e músicos dão calorosa ênfase na primeira batida de cada compasso ("on the One"). Esta canção tem a primeira participação de Jimmy Nolen na guitarra.
A fita com a gravação de "Papa's Got a Brand New Bag" foi editada e acelerada em seu primeiro lançamento como single, aumentando o andamento e aumentando o pitch em meio passo. Em 1991 a gravação foi lançada em sua velocidade original no box set Star Time. Esta versão da faixa inclui um vocal de estúdio, com Brown gritando (e prevendo) "This is a hit!" pouco antes da introdução dos sopros e da bateria.

## Legado
Em 2004, "Papa's Got a Brand New Bag" foi classificada em número 72 na lista da revista Rolling Stone das 500 melhores canções de todos os tempos. (Em 2010 a revista atualizou a lista e a canção foi movida para o número 71.) A canção está atualmente classificada como a 80ª maior canção de todos os tempos, bem como a sexta melhor canção de 1965 segundo pelo Acclaimed Music.

## Outras gravações
Uma versão instrumental de "Papa's Got a Brand New Bag" foi lançada como Lado-B do single de Brown de 1965 pela Smash "Try Me". Brown também gravou a canção com um arranjo de big band com a Louie Bellson Orchestra em seu álbum de 1970  Soul on Top.
Apresentações ao vivo de "Papa's Got a Brand New Bag" aparecem nos álbuns Hot on the One, Live in New York, Soul Session Live, Live at the Apollo 1995 e na edição expandida de 2009 do álbum Live at the Garden. Também aparece como medleys em Love Power Peace e em Say It Live and Loud.

## Versões cover
- Em 1965, The Fabulous Echoes fizeram uma versão cover da canção no álbum Lovin' Feeling.
- Em 1965, Buddy Guy tocou a canção participando na turnê Europeia American Folk Blues Festival. A canção não está no disco mas está presente no filme que foi feito sobre a turnê.
- Em 1965, The McCoys lançaram uma versão em seu álbum de estreia, Hang on Sloopy.[10]
- Em 1968, Otis Redding lançou uma versão da canção.
- Em 1968, The Watts 103rd Street Rhythm Band lançaram uma versão da canção em seu álbum,  Together.[11]
- Em 1971, Fadoul, um músico de Marrocos, fez uma versão cover da canção em Árabe.[12]
- Em 1987, Roger Troutman fez uma cover em seu álbum Unlimited!.
- Em 1995, Jimmy Smith gravou uma versão instrumental em seu álbum Damn!
- Em 1999, The Sugarman 3 fez seu cover da canção para o álbum Sugar's Boogaloo.
- Em 2006, Bebi Dol gravou sua cover em seu álbum Čovek rado izvan sebe živi.[13]

## Músicos
- James Brown - vocais

com a James Brown Band:
- Joe Dupars - trompete
- Ron Tooley - trompete
- Levi Rasbury - trombone
- Wilmer Milton - trombone
- Nat Jones - saxofone alto
- Maceo Parker - saxofone tenor e barítono
- St. Clair Pinckney - saxofone tenor
- Eldee Williams - saxofone tenor
- Al "Brisco" Clark - saxofone tenor
- Nat Jones - orgão
- Jimmy Nolen - guitarra
- Sam Thomas ou Bernard Odum - baixo
- Melvin Parker - bateria

## Canções com nomes similares
- Uma instrumental gravada pela banda Pigbag, "Papa's Got a Brand New Pigbag", foi sucesso mundial em 1981.
- Em 1995, o projeto de Paul Oakenfold, Perfecto Allstarz gravou "Reach Up (Papa's Got A Brand New Pigbag)", que alcançou o número 6 da parada  UK Singles Chart.
- A banda Capitol Steps gravou uma paródia "Papa's Got A Brand New Baghdad" para seu álbum de 2004 Papa's Got a Brand New Baghdad.